# Espace sans chasse
L’espace sans chasse (abrégé ESPSC ou ZWSP en anglais) est, en informatique et en typographie, un caractère sans chasse (U+200B espace sans chasse, HTML : &#8203; ou &#x200B;) indiquant où peut être placée une séparation entre deux mots. Elle est notamment utile dans les systèmes d’écriture, comme ceux du thaï, du birman, du khmer ou du japonais, qui n’utilisent pas d’espace pour séparer les mots, et est visible comme coupure de ligne ou aussi comme espace étiré lors de la justification.

## Exemple
Voici un exemple d’une chaîne de caractères avec les noms des lettres de l’alphabet grec, séparés avec l’espace sans chasse, dans des cadres de largeur différentes faisant apparaître les coupures de lignes à des endroits différents.
AlphaBêtaGammaDeltaEpsilonZêtaÊtaThêtaIotaKappaLambdaMuNuXiOmicronPiRhôSigmaTauUpsilonPhiChiPsiOméga
AlphaBêtaGammaDeltaEpsilonZêtaÊtaThêtaIotaKappaLambdaMuNuXiOmicronPiRhôSigmaTauUpsilonPhiChiPsiOméga
AlphaBêtaGammaDeltaEpsilonZêtaÊtaThêtaIotaKappaLambdaMuNuXiOmicronPiRhôSigmaTauUpsilonPhiChiPsiOméga

## Sécurité
L’espace sans chasse est parfois utilisée pour l’offuscation de faux noms de domaine dans les URL ou les spam.

## Voir
- Antiliant sans chasse
- Diacritique invisible bloquant
- Espace typographique
- Espace insécable
- Liant sans chasse
- Séparateur de mots
- Trait d'union conditionnel